# کوری فیشر
کوری فیشر (انگلیسی: Corey Fisher؛ زادهٔ ۸ آوریل ۱۹۸۸) بازیکن بسکتبال اهل ایالات متحده آمریکا است.
از باشگاه‌هایی که در آن بازی کرده‌است می‌توان به سیبونا زاگرب و باشگاه بسکتبال فوجیان اشاره کرد.
وی در مسابقات کشوری و بین‌المللی در مجموع برندهٔ ۱ مدال برنز شده‌است.